# リトアニア・ブシドー協会
リトアニア・ブシドー協会（リトアニア語: Lietuvos Bušido federacija、英語: Lithuania Bushido Federation）は、リトアニアの総合格闘技およびキックボクシング団体。1991年に高田延彦らが出場するUWFインターナショナルの試合がリトアニアのテレビ番組『BUSHIDO』で放送され、人気を博す。同番組に影響を受けた軍人のドナタス・シマネイティスがリングスのリトアニア支部「Lietuvos Bušido RINGS federacija」として設立。別名、Bushido Lithuania。

## 認定王者
- エギリウス・ヴァラビーチェス
- ケスタティス・スミルノヴァス
- 清水俊一
- セルゲイ・ゴリアエフ
- ダニエル・オミエラニチク
- テオドラス・オークストリス
- ヤナ・クニツカヤ

## 主な所属選手
- エギリウス・ヴァラビーチェス
- レミギウス・モリカビュチス
- エリカス・ペトライティス
- ケスタティス・スミルノヴァス
- ダリウス・スクリアウディス
- ミンダウガス・スミルノヴァス
- アンタナス・ジャズビュティス
- ローカス・スタンブラウカス
- タデウサス・チロディンスキス
- ミンダウガス・クリカウスカス
- ヴァルダス・ポチェビチェス
- ペトラス・モリカビュチス
- テオドラス・オークストリス